# Valeria Fedeli
Valeria Fedeli (née le 29 juillet 1949 à Treviglio) est une syndicaliste et une femme politique italienne, membre du Parti démocrate.

## Biographie
Élue sénatrice en Toscane lors des élections générales italiennes de 2013, Valeria Fedeli devient vice-présidente du Sénat de la République. Syndicaliste à la  CGIL jusqu'en décembre 2012, elle était vice-présidente de la Federconsumatori depuis le 15 décembre 2012.
À partir du 14 janvier 2015, Valeria Fedeli exerce à titre provisoire les fonctions du président du Sénat de la République, le titulaire du poste, Pietro Grasso, étant appelé à assumer l'intérim de la présidence de la République après la démission de Giorgio Napolitano. C'est en cette qualité qu'elle assiste la présidente de la Chambre des députés, Laura Boldrini, pour présider le plénum chargé de l'élection du douzième président de la République italienne, du 29 au 31 janvier 2015.
Au cours de la XVIIe législature, Valeria Fedeli présente ou est la première signataire de plusieurs propositions de loi ayant pour objet la lutte contre la discrimination à l'égard des femmes. Parmi celles-ci, une proposition relative à la création d'une commission parlementaire sur le phénomène du « féminicide » (2013),, ; une proposition concernant la discrimination de genre dans le sport (2015) , ; et enfin une autre concernant l'éducation de genre et la perspective de genre dans les activités et les manuels scolaires (2015),. Valeria Fedeli souligne que cette dernière proposition s'inscrit tant dans sa propre démarche de lutte pour les droits des femmes, qui, selon elle, commence dès l'école, que dans la logique de la Convention d'Istanbul, Nonobstant ces aspects, la proposition est attaquée par les manifestants du Family Day (it) à l'occasion de manifestations de catholiques en juin 2015 contre la future loi instituant l'union civile,,.
Le 12 décembre 2016, elle est nommée ministre de l'Éducation, de l'Enseignement supérieur et de la Recherche dans le gouvernement Gentiloni. Certains dénoncent cette nomination à l'Éducation du principal auteur du projet de loi sur l'éducation de genre.

## Publications
- Il futuro è di tutti, ma è uno solo: i cambiamenti del mondo vissuti da una sindacalista pragmatica, Ediesse editore, 2011, pp. 168.  (ISBN 978-88-230-1492-3).